# Bielaki
Bielaki (ros. Беляки) – osiedle w Rosji, w Kraju Krasnojarskim, w rejonie boguczańskim. W 2010 liczyło 234 mieszkańców.